# Estadístico de Durbin-Watson
En estadística, el estadístico de Durbin-Watson es una prueba estadística de prueba que se utiliza para detectar la presencia de autocorrelación (una relación entre los valores separados el uno del otro por un intervalo de tiempo dado) en los residuos (errores de predicción) de un análisis de la regresión. Lleva el nombre de James Durbin y Geoffrey Watson. La distribución en pequeñas muestras de este estadístico se deriva de John von Neumann (von Neumann, 1941). Durbin y Watson (1950, 1951) aplicaron el contraste para los residuales de mínimos cuadrados y desarrollaron pruebas para la hipótesis nula de que los errores no están correlacionados en serie frente a la alternativa de que siguen un proceso de primer orden autorregresivo. Más tarde, John Denis Sargan y Alok Bhargava desarrollaron varias pruebas estadísticas del tipo von Neumann-Durbin-Watson para la hipótesis nula de que los errores en un modelo de regresión siguen un proceso con una raíz unitaria contra la hipótesis alternativa de que los errores siguen un proceso estacionario de primer orden autorregresivo (Sargan y Bhargava, 1983).

## Cálculo e interpretación del estadístico de Durbin-Watson
Si et es el residual asociado a la observación en el tiempo t, entonces el estadístico de la prueba es: 
{\displaystyle d={\sum _{t=2}^{T}(e_{t}-e_{t-1})^{2} \over {\sum _{t=1}^{T}e_{t}^{2}}},}
Donde T es el número de observaciones. Puesto que d es aproximadamente igual a 2(1 − r), donde r es el coeficiente de autocorrelación de primer orden de los residuos, d = 2 indica que no hay autocorrelación. El valor de d siempre está entre 0 y 4. Si el estadístico de Durbin-Watson es sustancialmente menor que 2, hay evidencia de correlación serial positiva. Como regla general, si el estadístico de Durbin-Watson es inferior a 1, puede ser causa de alarma. Valores pequeños de d indican que los términos de error sucesivos están correlacionados positivamente. Si d> 2, los términos de error sucesivos están correlacionados negativamente. En las regresiones, esto puede implicar una subestimación del nivel de significación estadística.
Para probar la autocorrelación positiva con nivel de significancia α, el estadístico de prueba d se compara con los valores críticos inferiores y superiores (dL,α and dU,α):
- Si d < dL,α, existe evidencia estadística de que los términos de error están autocorrelacionados positivamente.
- Si d > dU,α, no hay evidencia estadística de que los términos de error están autocorrelacionados positivamente.
- Si dL,α < d < dU,α, la prueba no es concluyente.

Correlación serial positiva es la correlación en serie en la que un error positivo para una observación aumenta las posibilidades de un error positivo para otra observación.
Para probar la autocorrelación negativa con nivel de significancia α, el estadístico de prueba (4 - d) se compara con los valores críticos inferior y superior (dL,α and dU,α):
- Si (4 − d) < dL,α, existe evidencia estadística de que los términos de error están autocorrelacionados negativamente.
- Si (4 − d) > dU,α, no hay evidencia estadística de que los términos de error están autocorrelacionados negativamente.
- Si dL,α < (4 − d) < dU,α, la prueba no es concluyente.

Correlación serial negativa implica que un error positivo para una observación aumenta la probabilidad de un error negativo para otra observación y un error negativo para uno aumenta las posibilidades de un error positivo para otra observación.
Los valores críticos, dL,α y dU,α, varían según el nivel de significación (α), el número de observaciones, y el número de predictores en la ecuación de regresión. Su derivación es compleja, por ello se suelen obtener a partir de tablas incluidas en los apéndices de textos estadísticos.